# Bopyrissa diogeni
Bopyrissa diogeni is een pissebed uit de familie Bopyridae. De wetenschappelijke naam van de soort is voor het eerst geldig gepubliceerd in 1929 door Popov.